# Minissima
El Minissima es un automóvil conceptual de ciudad diseñado por William Towns (como el Townscar) como idea de reemplazo para el Mini en 1972.
Al igual que el Mini fue diseñado con ruedas de aproximadamente 10" y un motor BMC Serie A. Es 75 cm más corto que el Mini y está diseñado para aparcar al final de la acera (como el Smart Fortwo) y tiene una sola puerta en la parte posterior. Tiene cuatro asientos, dos en el frente mirando hacia delante y dos mirando hacia dentro en la parte trasera. Su tamaño compacto permite el estacionamiento en espacios reducidos.
BLMC exhibió el vehículo en su stand en el Salón del Automóvil de Londres de 1973. A pesar de recibir una oferta para comprar 5.000 unidades por una importante compañía de alquiler de automóviles, la empresa no lo puso en producción.